# Des hommes et des monstres
Of Men and Monsters
Des hommes et des monstres (titre original : Of Men and Monsters) est un roman de science-fiction écrit par William Tenn.
Le titre fait référence au roman Des souris et des hommes (Of Mice and Men) de John Steinbeck. Le nom a été repris par le groupe Of Monsters and Men.

## Publications

### Publication aux États-Unis
Le roman a été publié en juin 1968 chez Ballantine Books.

### Publication en France
Le roman a été publié en France en 1970 aux éditions OPTA, Galaxie-bis, no 16/74 (traduction d'Élisabeth Gille et de Simone Hilling, couverture de Moebius).

### Publications en Italie
- Gli uomini nei muri, collection Urania n° 521, éditions Arnoldo Mondadori, 1969.
- Gli uomini nei muri, collection Urania n° 730, éditions Arnoldo Mondadori Editore, 1977.
- Gli uomini nei muri, collection Classici Fantascienza n° 101, éditions Arnoldo Mondadori Editore, 1985, p. 167 et s.

## Thème de l'ouvrage
L'ouvrage est une expansion de The Men in the Walls, nouvelle publiée dans le numéro d'octobre 1963 de Galaxy Science Fiction et traduite dans Galaxie sous le titre Les hommes dans les murs. 
Des extraterrestres à la technologie nettement supérieure à celle des humains ont conquis la Terre. L'humanité survit : les êtres humains vivent comme des souris dans les appartements gigantesques des aliens, se nourrissant de miettes, sans faire de bruit. 
Un nouvel ordre social et religieux a vu le jour, les femmes préservant le Savoir et étant à la tête de la société, tandis que les hommes se comportent en voleurs des biens des aliens. Pour ces derniers, les humains sont simplement des animaux nuisibles, peu intelligents et pas de taille à leur résister : les humains sont considérés comme de la vermine qui doit être exterminée.